# Llista de monuments de Bescanó
Llista de monuments de Bescanó inclosos en l'Inventari del Patrimoni Arquitectònic Català pel municipi de Bescanó (Gironès). Inclou els inscrits en el Registre de Béns Culturals d'Interès Nacional (BCIN) amb la classificació de monuments històrics, els Béns Culturals d'Interès Local (BCIL) de caràcter immoble i la resta de béns arquitectònics integrants del patrimoni cultural català.
| Monument | Protecció             | Estil/època                             | Localització                                                               | Coordenades                                          | Codi?         | Imatge |
| --- | --------------------- | --------------------------------------- | -------------------------------------------------------------------------- | ---------------------------------------------------- | ------------- | --- |
| La Torre, Mas la Torre i pou de gel                                                                                            | BCIN 540-MH           | Obra popular, gòtic tardà XV-XVI        | Bescanó Bosc de la Torre                                                   | 41° 57′ 36″ N, 2° 44′ 19″ E / 41.960041°N,2.738615°E | RI-51-0005804 | La Torre (Bescanó) · Vegeu més fotos d'aquest monument · Carregueu una nova foto d'aquest monument                                    |
| Torre del Telègraf | BCIN 541-MH           | XIX                                     | Bescanó A l'alçada de Can Tet Sureda                                       | 41° 56′ 58″ N, 2° 44′ 14″ E / 41.949573°N,2.737207°E | RI-51-0005805 | Torre del Telègraf (Bescanó) · Vegeu més fotos d'aquest monument · Carregueu una nova foto d'aquest monument                          |
| Església de Sant Llorenç | BCIL 1986             | Barroc XVIII Final                      | Bescanó Pl. de Sant Llorenç, 1                                             | 41° 57′ 55″ N, 2° 44′ 34″ E / 41.965411°N,2.742712°E | IPA-20765     | Església de Sant Llorenç (Bescanó) · Vegeu més fotos d'aquest monument · Carregueu una nova foto d'aquest monument                    |
| Central Elèctrica de Bescanó                                                                                                   | BCIL 1986             | Noucentisme Joan Roca i Pinet XX (1908) | Bescanó Ctra. de Bescanó a Anglès                                          | 41° 58′ 07″ N, 2° 43′ 11″ E / 41.968523°N,2.719720°E | IPA-20766     | Central Elèctrica de Bescanó · Vegeu més fotos d'aquest monument · Carregueu una nova foto d'aquest monument                          |
| Mas Ferrer Pagès | BCIL 1986             | Obra popular XVIII                      | Bescanó Al principi del camí a Estanyol                                    | 41° 57′ 38″ N, 2° 43′ 57″ E / 41.960439°N,2.732631°E | IPA-20767     | Mas Ferrer Pagès (Bescanó) · Vegeu més fotos d'aquest monument · Carregueu una nova foto d'aquest monument                            |
| Palau Comtes de Berenguer i Capella de Nostra Senyora de la Concepció, o Molí de Benages, Molí Can Rescloser, Can Pep del Molí | BCIL 1986             | Historicisme, obra popular XIX Final    | Bescanó A la dreta de la carretera de Bescanó                              | 41° 58′ 08″ N, 2° 43′ 49″ E / 41.968792°N,2.730382°E | IPA-20768     | Palau Comtes de Berenguer (Bescanó) · Vegeu més fotos d'aquest monument · Carregueu una nova foto d'aquest monument                   |
| Mas Perafita | BCIL 1986             | Obra popular XVII                       | Bescanó A 1,5 km a l'oest de Bescanó                                       | 41° 57′ 48″ N, 2° 43′ 28″ E / 41.963316°N,2.724534°E | IPA-20769     | Mas Perafita (Bescanó) · Vegeu més fotos d'aquest monument · Carregueu una nova foto d'aquest monument                                |
| Capella de Sant Sebastià | BCIL 1986             | Obra popular XVII                       | Bescanó Camí vell de Bescanó a Salt                                        | 41° 58′ 00″ N, 2° 44′ 52″ E / 41.966598°N,2.747830°E | IPA-20770     | Capella de Sant Sebastià (Bescanó) · Vegeu més fotos d'aquest monument · Carregueu una nova foto d'aquest monument                    |
| Mas Viader | BCIL 1986             | Obra popular XVII                       | Bescanó A 1 km de l'oest de Bescanó                                        | 41° 57′ 42″ N, 2° 43′ 44″ E / 41.961597°N,2.728982°E | IPA-20772     | Mas Viader (Bescanó) · Vegeu més fotos d'aquest monument · Carregueu una nova foto d'aquest monument                                  |
| Capella de Santa Margarida | BCIL 1986             | Renaixement XVII                        | Bescanó Mas Viader                                                         | 41° 57′ 43″ N, 2° 43′ 46″ E / 41.961976°N,2.729457°E | IPA-20773     | Capella de Santa Margarida (Bescanó) · Vegeu més fotos d'aquest monument · Carregueu una nova foto d'aquest monument                  |
| Traçat de l'antic Carrilet de Girona a Olot                                                                                    | BCIL 1986             |                                         | Bescanó                                                                    | 41° 58′ 06″ N, 2° 44′ 13″ E / 41.968316°N,2.736985°E | IPA-20774     | Traçat de l'antic Carrilet de Girona a Olot (Bescanó) · Vegeu més fotos d'aquest monument · Carregueu una nova foto d'aquest monument |
| Estació de Bescanó | Antic BCIL Baixa 1999 | XIX Final                               | Bescanó                                                                    | 41° 58′ 05″ N, 2° 44′ 39″ E / 41.968188°N,2.744143°E | IPA-20775     | Estació de Bescanó · Vegeu més fotos d'aquest monument · Carregueu una nova foto d'aquest monument                                    |
| Església de Sant Andreu | BCIL 1986             | Barroc XVIII                            | Bescanó Pl. de l'Església, Estanyol                                        | 41° 56′ 29″ N, 2° 44′ 27″ E / 41.941485°N,2.740865°E | IPA-20778     | Església de Sant Andreu (Bescanó) · Vegeu més fotos d'aquest monument · Carregueu una nova foto d'aquest monument                     |
| Comunidor |                       | Obra popular                            | Bescanó Pl. de l'Església, Estanyol                                        | 41° 56′ 29″ N, 2° 44′ 27″ E / 41.941251°N,2.740764°E | IPA-20779     | Comunidor (Bescanó) · Vegeu més fotos d'aquest monument · Carregueu una nova foto d'aquest monument                                   |
| Can Burgués, Can Telleda | BCIL 1986             | Renaixement XVII                        | Bescanó Prop de la ctra. de Santa Coloma, Estanyol                         | 41° 55′ 56″ N, 2° 44′ 06″ E / 41.932339°N,2.735016°E | IPA-20780     | Can Burgués (Bescanó) · Vegeu més fotos d'aquest monument · Carregueu una nova foto d'aquest monument                                 |
| Can Cavaller o Caballé | BCIL 1986             | Obra popular XVII                       | Bescanó Prop de la ctra. de Santa Coloma, Estanyol                         | 41° 56′ 00″ N, 2° 43′ 56″ E / 41.933206°N,2.732317°E | IPA-20781     | Can Cavaller (Bescanó) · Vegeu més fotos d'aquest monument · Carregueu una nova foto d'aquest monument                                |
| Mas Cendra |                       | Obra popular XVII                       | Bescanó Puig de la Torre, Estanyol                                         | 41° 56′ 32″ N, 2° 44′ 06″ E / 41.942350°N,2.734969°E | IPA-20782     | Mas Cendra (Bescanó) · Vegeu més fotos d'aquest monument · Carregueu una nova foto d'aquest monument                                  |
| Can Masgrau | BCIL 1986             | Romànic, renaixement XII                | Bescanó Puig de la Torre, Estanyol                                         | 41° 56′ 36″ N, 2° 44′ 13″ E / 41.943237°N,2.736817°E | IPA-20783     | Can Masgrau (Bescanó) · Vegeu més fotos d'aquest monument · Carregueu una nova foto d'aquest monument                                 |
| Església de Sant Pere de Montfullà                                                                                             | BCIL 1986             | Barroc XVIII Mitjan                     | Bescanó Pl. de Montfullà                                                   | 41° 58′ 06″ N, 2° 45′ 34″ E / 41.968388°N,2.759518°E | IPA-20785     | Església de Sant Pere de Montfullà (Bescanó) · Vegeu més fotos d'aquest monument · Carregueu una nova foto d'aquest monument          |
| Capella de Santa Anna | BCIL 1986             | Obra popular XVIII Mitjan               | Bescanó Pl. de Montfullà                                                   | 41° 57′ 57″ N, 2° 44′ 59″ E / 41.965769°N,2.749830°E | IPA-20786     | Capella de Santa Anna (Bescanó) · Vegeu més fotos d'aquest monument · Carregueu una nova foto d'aquest monument                       |
| Can Bosc | BCIL 1986             | Obra popular XV                         | Bescanó Pla de Vilanna                                                     | 41° 58′ 24″ N, 2° 42′ 57″ E / 41.973409°N,2.715927°E | IPA-20788     | Can Bosc (Bescanó) · Vegeu més fotos d'aquest monument · Carregueu una nova foto d'aquest monument                                    |
| Església de Sant Mateu de Vilanna                                                                                              | BCIL 1986             | Barroc XVII                             | Bescanó Vilanna, prop de la ctra. Bescanó-Anglès                           | 41° 58′ 33″ N, 2° 42′ 12″ E / 41.975913°N,2.703297°E | IPA-20789     | Església de Sant Mateu de Vilanna (Bescanó) · Vegeu més fotos d'aquest monument · Carregueu una nova foto d'aquest monument           |
| Central Elèctrica de Vilanna                                                                                                   | BCIL 1986             | Noucentisme Joan Roca i Pinet XX (1906) | Bescanó Vilanna, ctra. de Bescanó a Anglès                                 | 41° 58′ 07″ N, 2° 43′ 11″ E / 41.968532°N,2.719738°E | IPA-20790     | Central Elèctrica de Vilanna (Bescanó) · Vegeu més fotos d'aquest monument · Carregueu una nova foto d'aquest monument                |
| Capella de Sant Bartomeu de Trullars                                                                                           | BCIL 1986             | Preromànic X                            | Bescanó Vilanna, ctra. Girona-Anglès per Riudellots                        | 41° 57′ 34″ N, 2° 40′ 06″ E / 41.95941°N,2.66847°E   | IPA-20791     | Capella de Sant Bartomeu de Trullars (Bescanó) · Vegeu més fotos d'aquest monument · Carregueu una nova foto d'aquest monument        |
| Sant Martí de Ca n'Amat Gros                                                                                                   |                       | Romànic XII                             | Bescanó A 1 km de la ctra. Girona-Anglès, camí 4 km abans d'Anglès         | 41° 58′ 11″ N, 2° 41′ 51″ E / 41.96975°N,2.6974°E    | IPA-36732     | Sant Martí de Ca n'Amat Gros (Bescanó) · Vegeu més fotos d'aquest monument · Carregueu una nova foto d'aquest monument                |
| Torre Ferrana | BCIL 1986             | Obra popular, gòtic XIII-XVI            | Bescanó Pla de l'Estacada                                                  | 41° 57′ 52″ N, 2° 45′ 41″ E / 41.964377°N,2.761509°E | IPA-40699     | Torre Ferrana (Bescanó) · Vegeu més fotos d'aquest monument · Carregueu una nova foto d'aquest monument                               |
| Torre de Vilanna, la Torre, Força dels Pujols a Vilanna                                                                        |                       | XV-XVII                                 | Bescanó A l'est de Bonmartí, pel camí de Ca l'Aliu, a l'alçada dels Pujols | 41° 58′ 07″ N, 2° 40′ 42″ E / 41.96873°N,2.67846°E   | IPA-42840     | Carregueu una nova foto d'aquest monument                                                                                             |
| Molí d'en Peixet |                       | Obra popular XIX                        | Bescanó Deveses de Trullars                                                | 41° 57′ 46″ N, 2° 40′ 00″ E / 41.96282°N,2.66669°E   | IPA-42965     | Molí d'en Peixet (Bescanó) · Vegeu més fotos d'aquest monument · Carregueu una nova foto d'aquest monument                            |
| Pou de gel de Vilanna, Sant Mateu de Vilanna                                                                                   |                       | Obra popular XVII                       | Bescanó Ctra. de Vilanna                                                   | 41° 58′ 42″ N, 2° 42′ 12″ E / 41.978400°N,2.703431°E | IPA-42980     | Pou de gel de Vilanna (Bescanó) · Vegeu més fotos d'aquest monument · Carregueu una nova foto d'aquest monument                       |